# Trillium viride
Trillium viride là một loài thực vật có hoa trong họ Melanthiaceae. Loài này được L.C.Beck miêu tả khoa học đầu tiên năm 1826.